# Coupe de la Ligue d'Irlande de football 2010
Navigation
Édition précédente Édition suivante
La 37e coupe de la Ligue d'Irlande de football se tient entre le 29 mars 2010 et le 25 septembre 2010. Le Bohemian FC remet en jeu son titre obtenu en 2009.
La compétition oppose 29 équipes dont 10 jouent en premier Division, 12 en First Division, 5 en A Championship et deux équipes amateurs, Letterkenny Rovers représentant l’Ulster et Kerry League le Munster.
La compétition se déroule sous la forme d’une coupe avec élimination directe mais le tirage au sort des matchs n’est pas intégral. Les clubs sont en effet répartis en quatre groupes. Bohemian FC, Shamrock Rovers FC, Dundalk FC et Sporting Fingal FC sont directement qualifies pour le deuxième tour car ce sont les quatre clubs qualifiés pour les compétitions européennes en 2010.
Les quatre groupes ont été formés comme suit :
- Groupe 1 : Kerry League, Tralee Dynamos, Waterford United, Limerick FC, Cobh Ramblers FC, Cork City FORAS Co-op, Wexford Youths FC.
- Groupe 2 : Castlebar Celtic, Salthill Devon, Derry City FC, Galway United, Finn Harps, Mervue United, Sligo Rovers et Letterkenny Rovers.
- Groupe 3 : Athlone Town, Longford Town, UC Dublin, Athlone Town, Drogheda United, Bray Wanderers, St. Patrick's Athletic FC et Shamrock Rovers
- Groupe 4 : Monaghan United, Shelbourne FC, Tullamore Town, FC Carlow, Dundalk FC, Bohemian FC et Sporting Fingal FC

Le tirage au sort du tour préliminaire et du premier tour a été effectué le 11 mars 2010. Les matchs du tour préliminaire ont été disputés les 29 et 30 mars 2010. Ils ne concernent que les groupes 2, 3 et 4. Ceux du premier tour ont été disputés les 12 et 13 avril 2010.

## Phase de groupes

### Groupe 1

#### Premier tour
| Club                  | Score | Club              | Lieu de la rencontre | Date     |
| --------------------- | ----- | ----------------- | -------------------- | -------- |
| Kerry League          | 0-2   | Waterford United  | Mount Hawk Park      | 12 avril |
| Limerick FC           | 2-1   | Cobh Ramblers FC  | Jackman Park         | 13 avril |
| Cork City FORAS Co-op | 3-0   | Wexford Youths FC | Turner's Cross       | 12 avril |

Tralee Dynamos qualifié directement pour le deuxième tour.

#### Deuxième tour
| Club                  | Score | Club           | Lieu de la rencontre | Date   |
| --------------------- | ----- | -------------- | -------------------- | ------ |
| Cork City FORAS Co-op | 0-3   | Limerick FC    | Turner's Cross       | 12 mai |
| Waterford United      | 9-0   | Tralee Dynamos |                      | 12 mai |

### Groupe 2

#### Tour préliminaire
| Club             | Score | Club           | Lieu de la rencontre | Date    |
| ---------------- | ----- | -------------- | -------------------- | ------- |
| Castlebar Celtic | 1-0   | Salthill Devon | Castlebar            | 23 mars |

#### Premier tour
| Club             | Score | Club               | Lieu de la rencontre | Date     |
| ---------------- | ----- | ------------------ | -------------------- | -------- |
| Derry City FC    | 3-2   | Galway United      | Brandywell Stadium   | 13 avril |
| Castlebar Celtic | 1-3   | Finn Harps         | Castlebar            | 13 avril |
| Mervue United    | 0-1   | Letterkenny Rovers | Galway               | 12 avril |

#### Deuxième tour
| Club          | Score | Club               | Lieu de la rencontre | Date   |
| ------------- | ----- | ------------------ | -------------------- | ------ |
| Sligo Rovers  | 6-0   | Letterkenny Rovers | Sligo                | 12 mai |
| Derry City FC | 2-0   | Finn Harps         | Brandywell Stadium   | 11 mai |

### Groupe 3

#### Tour préliminaire
| Club         | Score | Club          | Lieu de la rencontre | Date    |
| ------------ | ----- | ------------- | -------------------- | ------- |
| Athlone Town | 1-0   | Longford Town | Athlone              | 23 mars |

#### Premier tour
| Club            | Score | Club           | Lieu de la rencontre | Date     |
| --------------- | ----- | -------------- | -------------------- | -------- |
| UC Dublin       | 1-0   | Athlone Town   | Dublin               | 13 avril |
| Drogheda United | 1-3   | Bray Wanderers | Drogheda             | 13 avril |

#### Deuxième tour
| Club                      | Score | Club            | Lieu de la rencontre | Date   |
| ------------------------- | ----- | --------------- | -------------------- | ------ |
| St. Patrick's Athletic FC | 2-0   | Bray Wanderers  | Dublin               | 11 mai |
| UC Dublin                 | 0-1   | Shamrock Rovers | Dublin               | 11 mai |

### Groupe 4

#### Tour préliminaire
| Club            | Score   | Club          | Lieu de la rencontre | Date    |
| --------------- | ------- | ------------- | -------------------- | ------- |
| Monaghan United | 1-0     | Shelbourne FC | Gortakeegan          | 23 mars |
| Tullamore Town  | 2-2 tab | FC Carlow     | Tullamore            | 28 mars |

#### Premier tour
| Club            | Score | Club           | Lieu de la rencontre | Date     |
| --------------- | ----- | -------------- | -------------------- | -------- |
| Monaghan United | 6-1   | Tullamore Town | Gortakeegan          | 13 avril |

#### Deuxième tour
| Club            | Score         | Club               | Lieu de la rencontre | Date   |
| --------------- | ------------- | ------------------ | -------------------- | ------ |
| Monaghan United | 1-1 (4-3 tab) | Bohemian FC        | Gortakeegan          | 12 mai |
| Dundalk FC      | 2-0           | Sporting Fingal FC | Dundalk              | 11 mai |

## Quarts de finale
| Club             | Score | Club                      | Lieu de la rencontre | Date     |
| ---------------- | ----- | ------------------------- | -------------------- | -------- |
| Derry City FC    | 1-2   | Shamrock Rovers           | Brandywell Stadium   | 1er juin |
| Limerick FC      | 0-3   | Monaghan United           |                      | 1er juin |
| Sligo Rovers     | 4-1   | St. Patrick's Athletic FC |                      | 1er juin |
| Waterford United | 1-2   | Dundalk FC                |                      | 1er juin |

## Demi-finales
Le tirage au sort des demi-finales s'est déroulé le 2 juin 2010. Les matchs se sont disputés le 17 août 2010.
| Club            | Score | Club            | Lieu de la rencontre    | Date    |
| --------------- | ----- | --------------- | ----------------------- | ------- |
| Sligo Rovers    | 2-1   | Shamrock Rovers | The Showgrounds (Sligo) | 17 août |
| Monaghan United | 1-0   | Dundalk FC      | Gortakeegan (Monaghan)  | 17 août |

## Finale
| Club            | Score | Club         | Lieu de la rencontre | Date         |
| --------------- | ----- | ------------ | -------------------- | ------------ |
| Monaghan United | 0-1   | Sligo Rovers |                      | 25 septembre |